# Катла

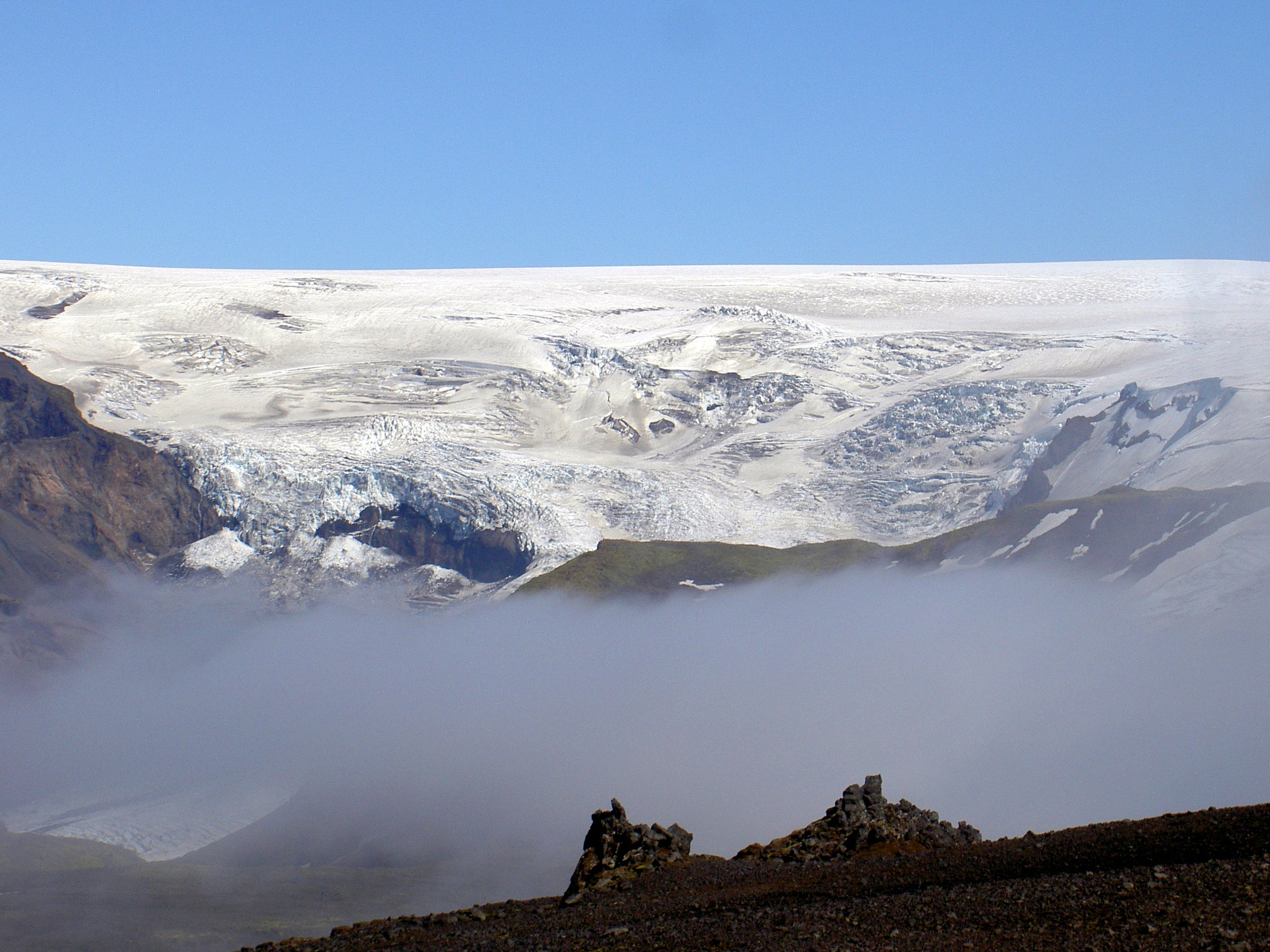
Вид на льодовик Мірдальсйокутль, під яким знаходиться вулкан Катла

Ка́тла — діючий вулкан в Ісландії, 1450 метрів над рівнем моря. Катла лежить 300-400 метрів під льодовиком Мірдальсйокутль, який покриває терени Катлі й околиць розмірами 595 км². Кратер Катлі має діаметр 10 км. З 874 року, вулкан мав близько 20 вивержень, з проміжком у бл. 50 років між кожним з них.

## Історія вивержень
Великі виверження мали місце близько 1000, 1357 та 1490 рр.
Точні роки виверження є 1580, 1612, 1625, 1660, 1721, 1755, 1823, 1860 і останнє, 12 жовтня—5 листопада 1918 року. Виверження Катлі зазвичай дуже серйозні, через потужні утворення лавових рік, опадів попелу та близькості до місцевого села Вік. Відкладення, що походять з виверження Катлі, були віднайдені в регіоні Суннмере в Норвегії.